# Das Geheimnis der Inkas
| Figur                 | Darsteller      | Deutscher Sprecher    |
| --------------------- | --------------- | --------------------- |
| Harry Steele          | Charlton Heston | Gert Günther Hoffmann |
| Dr. Stanley Moorehead | Robert Young    | Siegfried Schürenberg |
| Elena Antonescu       | Nicole Maurey   | Marion Degler         |
| Ed Morgan             | Thomas Mitchell | Robert Klupp          |
| Mrs. Winston          | Glenda Farrell  | Friedel Schuster      |
| Kori-Tika             | Yma Sumac       |                       |
| Pachacutec            | Michael Pate    | Axel Monjé            |
| Anton Marcu           | Leon Askin      | Stanislav Ledinek     |
| Phillip Lang          | William Henry   | Wolfgang Eichberger   |
| Attentäter            | Kurt Katch      | Hans Hessling         |
| Oberst Emilio Cardoza | Edward Coleman  | Erich Fiedler         |
| Miss Morris           | Marion Ross     |                       |
| Charlie               | John Marshall   | Clemens Hasse         |

Das Geheimnis der Inkas (Originaltitel Secret of the Incas) ist ein Abenteuerfilm unter Regie von Jerry Hopper. Ein Abenteurer (Charlton Heston) trifft bei der Suche nach einem verschollenen Inka-Schatz auf eine rumänische Oppositionelle (Nicole Maurey). In Machu Picchu schließen sie sich der Ausgrabung eines Archäologen (Robert Young) an. Die Premiere fand am 6. Juni 1954 statt, der deutsche Kinostart folgte am 9. April 1955.
Das peruanische Stimmwunder Yma Sumac ist in einer ihrer seltenen Filmrollen zu sehen und tritt mit den Liedern Taita Inty, Tumpa! und Ataypura! auf. Alle drei stammen aus ihrem Album Voice of the Xtabay (1950), gemäß Variety der Nummer-Eins-Kassenschlager seines Jahrzehnts. Später inspirierte der Film und seine Hauptfigur den ersten Teil der Indiana-Jones-Reihe.

## Handlung
Der Amerikaner Harry Steele ist ein Abenteurer aus Amerika. Er arbeitet als Touristenführer in Cusco, Peru. Das dient aber nur als Tarnung für seine wahre Aktivität, die darin besteht, den heiligen Schatz der Inkas zu finden. Es ist ein Kunstwerk, das wie eine Sonne aussieht, besteht aber aus Diamanten, Edelsteinen und purem Gold. Sie ist heilig für die Inkas und extrem wertvoll. Sein dubioser Partner Ed Morgan will ebenfalls diesen Schatz und ist bereit, dafür zu töten, wenn es sein muss.
Eines Tages findet er ein Objekt, das es ihm erlaubt, diesen Schatz zu finden, und als später eine Rumänin auftaucht, die vor den Kommunisten geflohen ist und nach Amerika einreisen will, sieht er die Gelegenheit, mit ihrer Hilfe ein Flugzeug eines rumänischen Funktionärs dort zu stehlen, um damit nach Machu Picchu zu fliegen, dem Ort, wo sich der Schatz befindet. Als Gegenleistung hilft er sie nach Amerika zu bringen. Sie willigt ein und stiehlt das Flugzeug. Damit erreichen sie Machu Picchu, wo eine archäologische Expedition unter Leitung von Doktor Stanley Moorehead tätig ist.
Zusätzlich ist Morgan ihnen gefolgt, als ihm klar wurde, was Harry vorhat, und nötigt ihn, ihn zu beteiligen. Harry aber hat vor, ihn zu hintergehen, und ohne dass die anderen es merken, birgt er den Schatz. Morgan aber hat sein Vorhaben vorausgesehen und raubt ihn aus, muss aber fliehen, als er von lokalen Bewohnern gestört wird. Er schafft es zu fliehen, aber Harry vermutet richtig, wohin er gehen will, holt ihn ein und nimmt wieder den Schatz an sich, wobei Morgan in seiner Gier eine falsche Bewegung macht und von einer Klippe fällt.
Nachdem er den Schatz geborgen hat, beschließt Harry, besorgt von der Gier, die Morgan getötet hat, den Schatz den rechtmäßigen Besitzern, den Indianern, zu geben, damit sie ihn im dortigen Sonnentempel wieder positionieren können, wo er einst war. Später geht Harry mit Elena nach Amerika, wobei sie sich verloben, weil sie sich während der Zeit miteinander ineinander verliebt haben.

## Erfolg und Nachwirkung
Während Das Geheimnis der Inkas in den nordamerikanischen Kinos respektable 1,4 Millionen US-Dollar (inflationsbereinigt in etwa 14,1 Millionen US-Dollar) einspielte, hinterließ er bei Kritikern keinen tieferen Eindruck:

„Die sagenhafte Kulisse der (echten) peruanischen Inka-Stadt lohnt einen Blick in diesen Film, der durch die platten Dialoge jedoch wieder getrübt wird. Wer aber ausharrt, wird mit drei Liedern der schauspielernden Kult-Sängerin Yma Sumac belohnt.“

„Naiver Abenteuerfilm mit viel Studioszenerie.“

Drei Jahrzehnte später lieferte er dann aber eine zentrale Inspiration für Jäger des verlorenen Schatzes. Deren Crew sah sich Das Geheimnis der Inkas mehrmals gemeinsam an. Kostümbildnerin Deborah Nadoolman übernahm für Indiana Jones die Fedora und die Lederjacke von Charlton Hestons Harry Steele. Und in beiden Filmen offenbart sich der Weg zum Schatz über einen Lichtstrahl, den ein Artefakt durch eine Grabkammer lenkt. Nadoolman witzelte im Rückblick, Jäger sei nahezu ein Remake.
Die drei inszenierten Auftritte von Yma Sumac fanden losgelöst vom Film ein eigenes Publikum als eine frühe Art Musikvideo. So zeigte in den 2000ern eine Werbekampagne für Magnum Java ebenfalls eine Tempelzeremonie zu ihrem Stück Tumpa!
Im Rahmen der Feierlichkeiten anlässlich Sumacs Hundertstem Geburtstag zeigte das Hollywood Heritage Museum am 11. September 2022 erstmals eine restaurierte Fassung des Geheimnis der Inkas. Zur anschließenden Blu-ray lobte Michael Barrett bei popMatters den „mitreissenden“ Film für seine doppelbödigen Dialoge und eine rundere Figurenzeichnung als anfangs bei Indiana Jones.